# مصعد غندولي

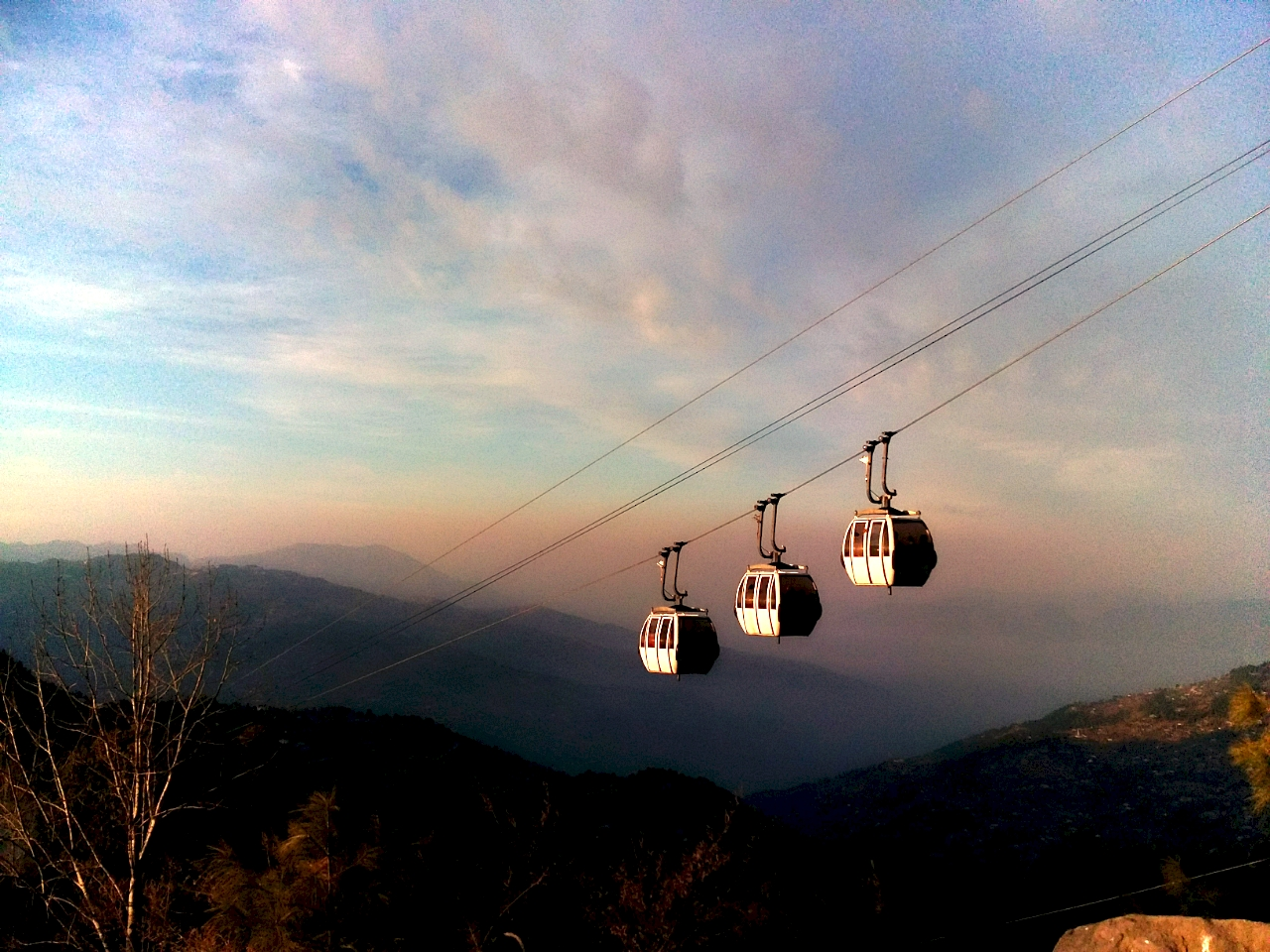
مصعد باترياتا الغندولي في موري، باكستان

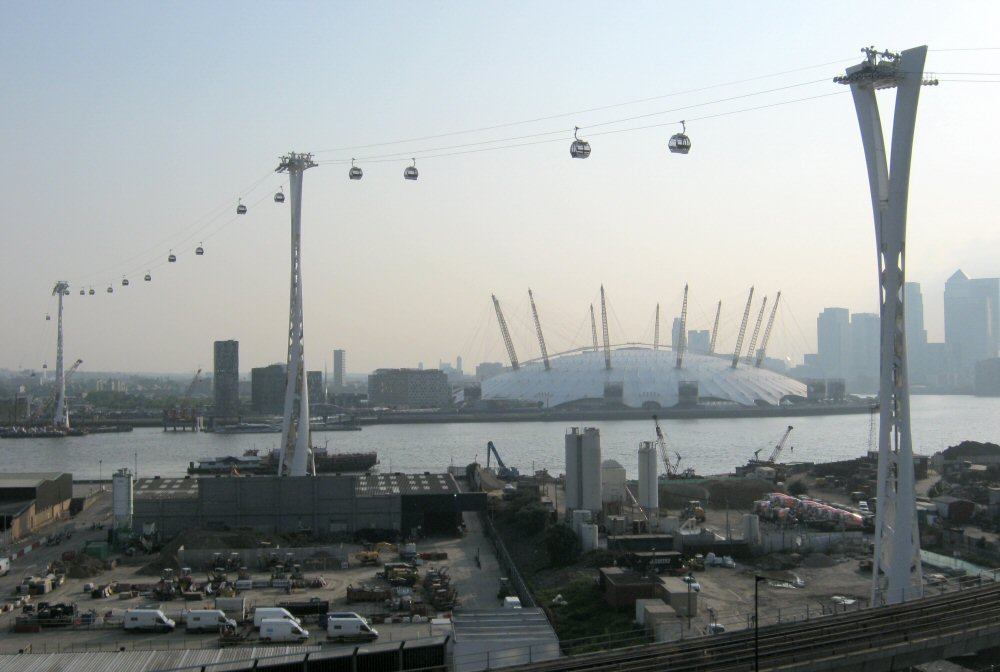
مصعد لندن الغندولي فوق نهر التايمز

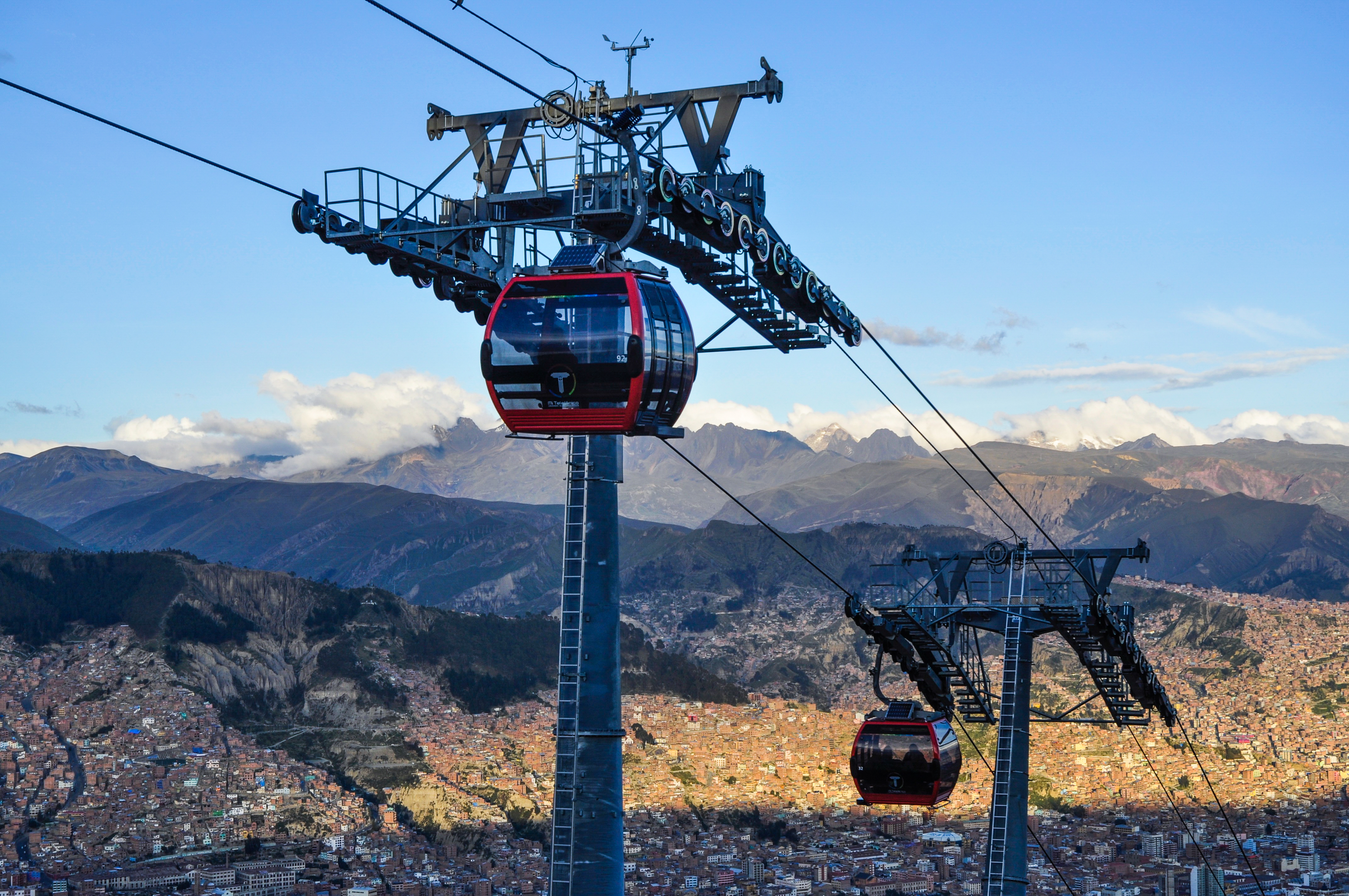
يعد المصعد Mi Teleférico في لاباز، بوليفيا، المستخدم لأغراض النقل الجماعي، أطول وأعلى شبكة العربات السلكية الحضرية في العالم.

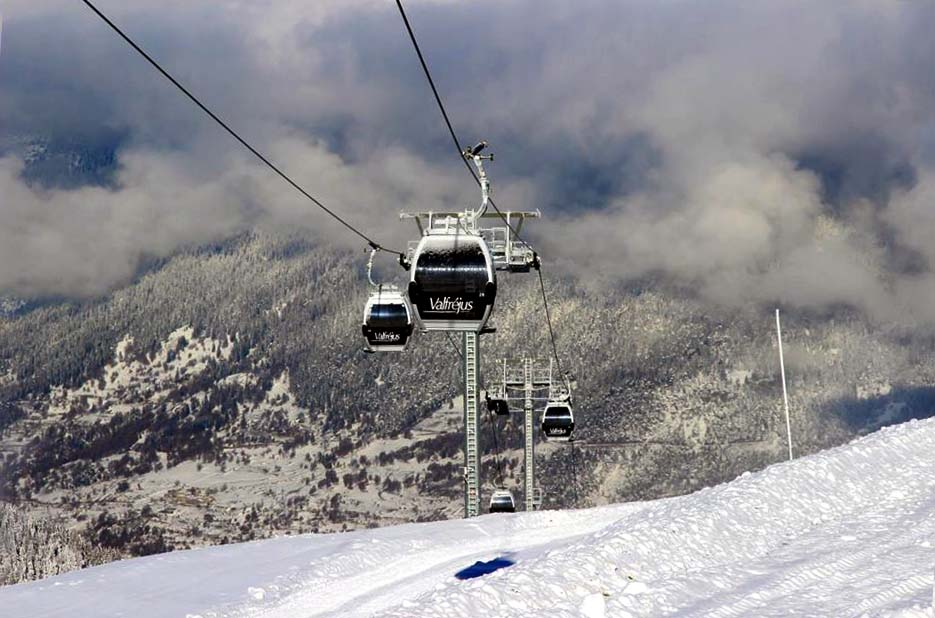
مصعد أرونداز (Arrondaz) الغندولي في Valfréjus، فرنسا

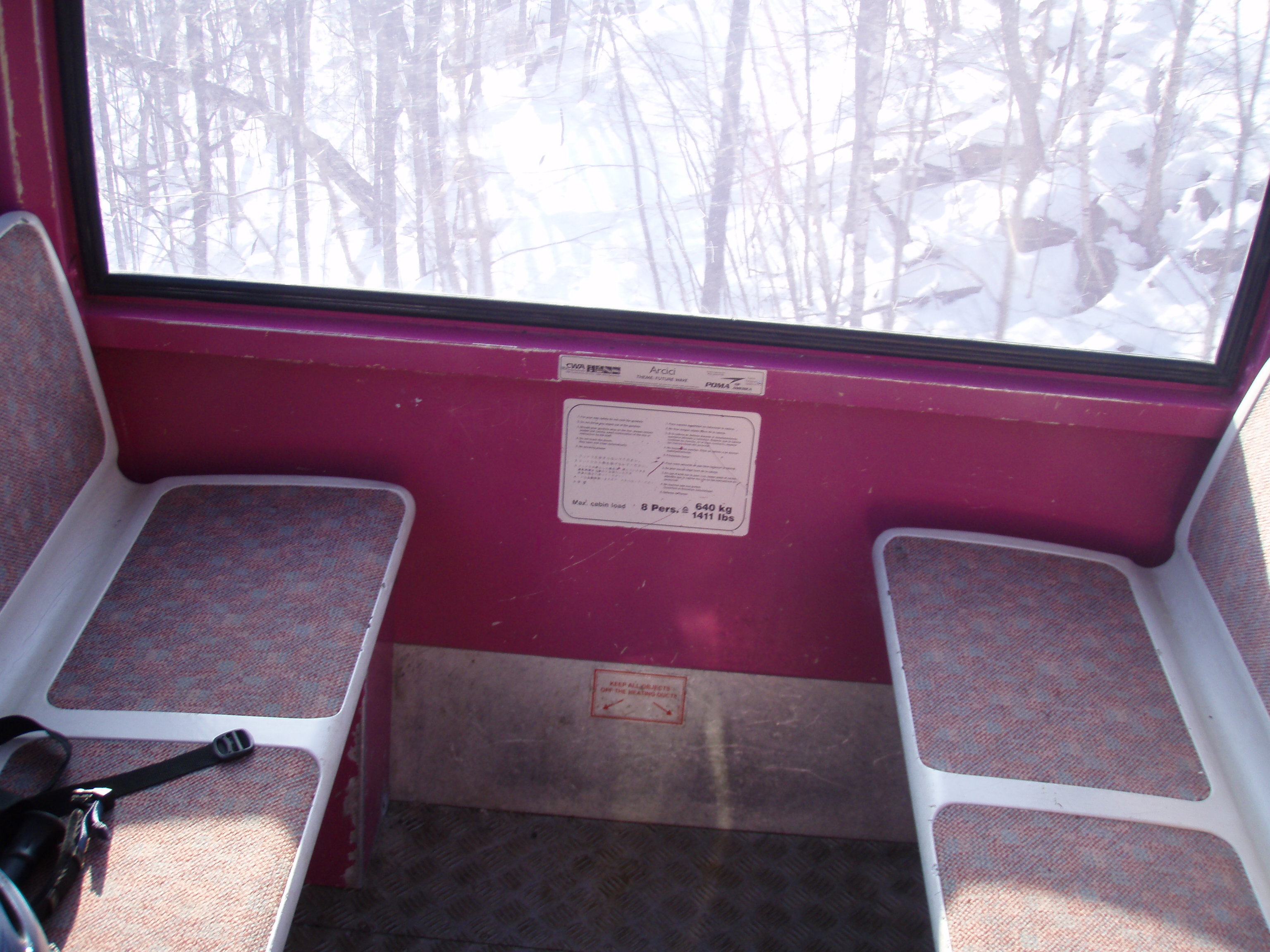
داخل غندول في منتجع كيلينجتون للتزلج، فيرمونت

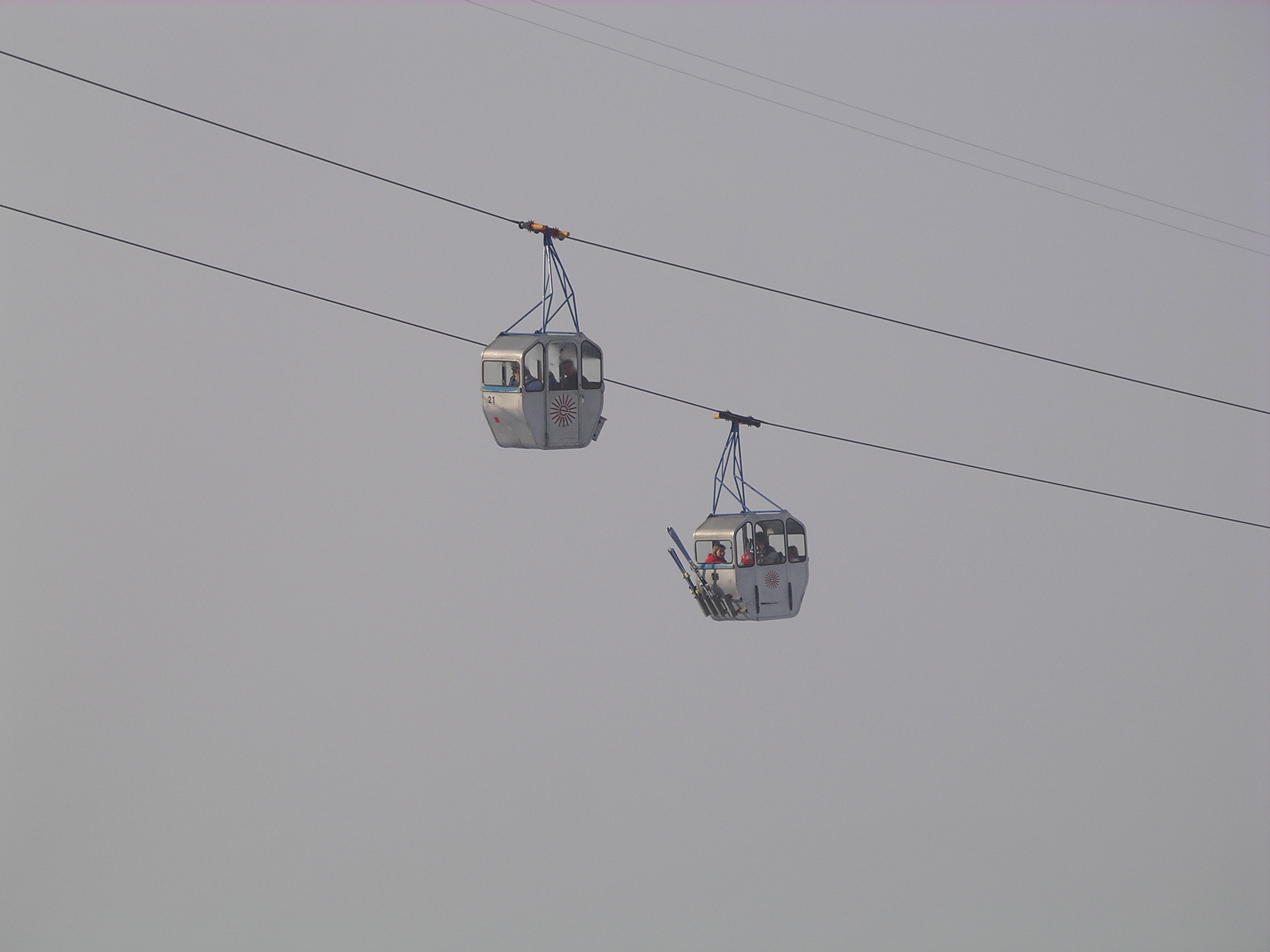
غندول قديم بـ4 مقاعد يعود تاريخه إلى ستينيات القرن الماضي في Emmetten ، سويسرا، من صنع GMD Müller

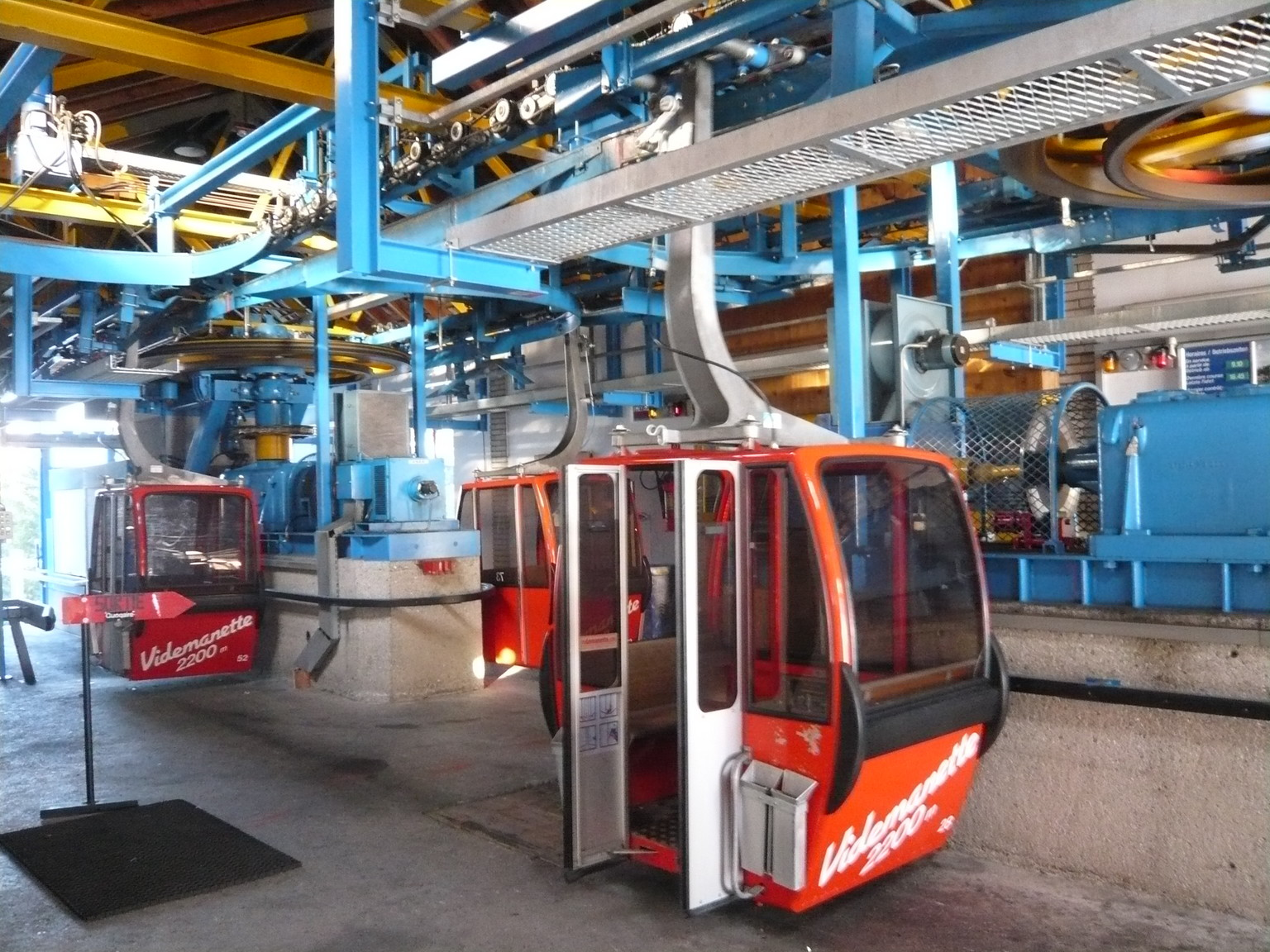
داخل محطة مصعد غندولي، في هذه الحالة، محطة وسيطة حيث تنفصل الجندول عن الخط ، وتنتقل تلقائيًا عبر المبنى على المسارات وتعلق بخط القسم الثاني. تظهر محركات الدفع لكلا القسمين أسفل دواليب الإدارة.

المصعد الغُنْدُولِيّ (بالإنجليزية: Gondola lift) هو وسيلة نقل بالكبلات ونوع من المصاعد الهوائية التي يتم دعمها ودفعها بواسطة الكبلات من الأعلى. وهو يتألف من حلقة من الحبل الفولاذي التي تُعلّق بين محطتين، وأحيانًا فوق أبراج دعم وسيطة. يُشغَّل الكبل بدولاب إدارة ضخم [الإنجليزية] في محطة طرفية، والتي تُوصَّل عادةً بمحرك كهربائي. غالبًا ما يُعتبر "نظامًا مستمرًا" نظرًا لأنه يتميز بحبل سحب يتحرك باستمرار ويدور حول محطتين نهائيتين. في المقابل، يعمل التلفريك فقط بمقبض [الإنجليزية] ويتنقل ذهابًا وإيابًا بين محطتين نهائيتين.
ستختلف سعة وتكلفة ووظيفة المصعد الغندولي بشكل كبير اعتمادًا على مجموعة الكابلات المستخدمة للدعم والنقل ونوع المقبض (القابل للفصل أو الثابت). بسبب انتشار مثل هذه الأنظمة في جبال الألب تستخدم التسميتين (بالإيطالية: Cabinovia) (بالفرنسية: Télécabine) أيضًا في نصوص اللغة الإنجليزية. قد يشار إلى الأنظمة أيضًا باسم Cable car (عربة كبلية). وفي العربية، يشار إليها في غالب الأحيان بـ"تلفريك".

## تاريخ
تم افتتاح THe Kohlerer-Bahn في 29 يونيو 1908، في بولزانو، إيطاليا؛ وهو أول عربة كبلية مغلقة لخدمة الركاب فقط. 